# Днепровская детская железная дорога

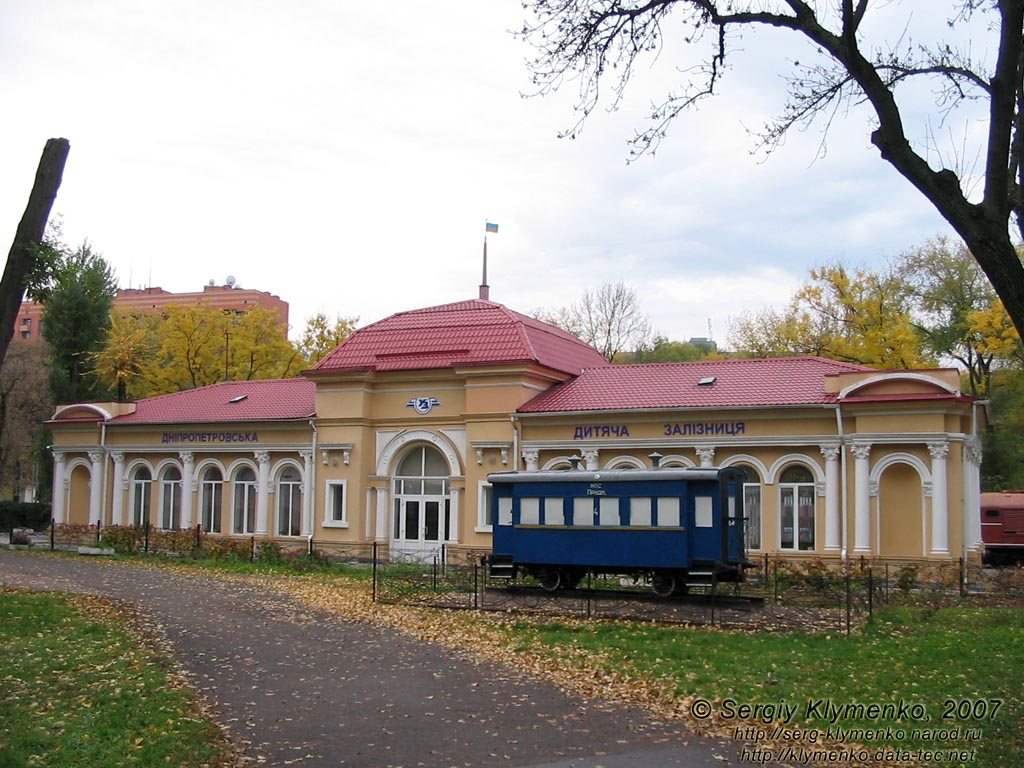
Вокзал на станции Парковая. Южный фасад.

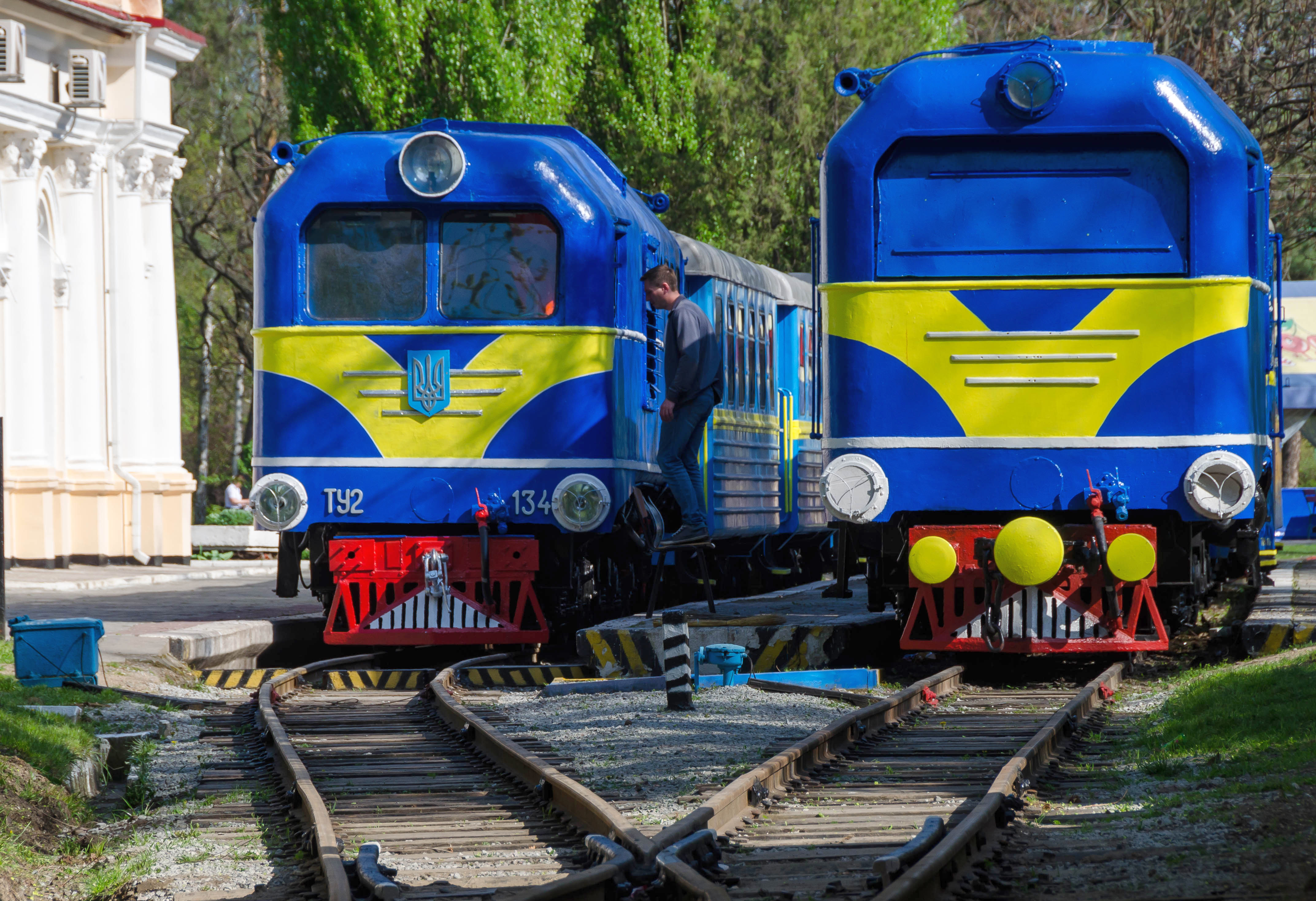
Тепловоз ТУ2-134 Днепропетровской ДЖД.

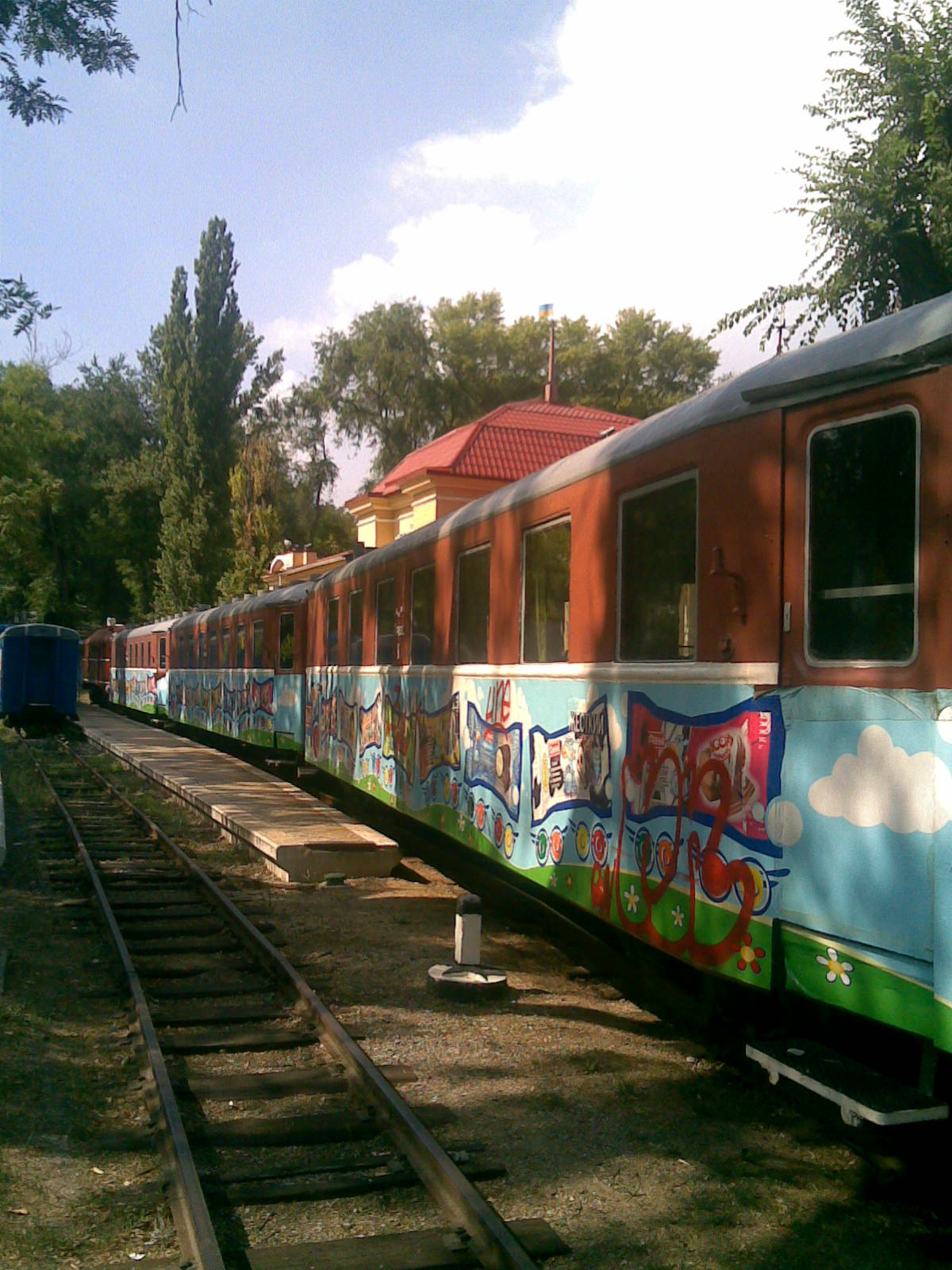
Вагоны Pafawag на станции Парковая Днепропетровской ДЖД.

Малая Приднепровская железная дорога (укр. Мала Придніпровська залізниця) — учреждение внешкольного образования детей в городе Днепр, знакомящее детей с железнодорожными специальностями. Первая детская железная дорога на Украине и вторая в СССР и в мире.

## История
Дорога построена при поддержке Днепропетровского паровозоремонтного завода. Проектированием дороги занимались исключительно дети, окончательный проект утвердили комсомольцы Днепропетровского института инженеров транспорта. Строительство дороги началось весной 1936 года и закончилось 6 июля того же года. Строилась она, как и все довоенные малые магистрали, методом комсомольских субботников.
Дорога располагается практически в центре Днепропетровска,  вокруг пруда в парке Глобы, и хорошо вписывается в комплекс аттракционов. Над прудом по эстакаде проходит центральная аллея парка, и для пропуска линии дороги были построены два тоннеля, протяженностью 10 и 30 метров, которым дали имена Пушкина и Маяковского. Были построены две станции: Жовтень (в пер. с укр. — Октябрь, потом ставшая Пионерской, позднее Парковой)— главная станция (там же находится управление дороги) и Комсомольск (впоследствии Комсомольская), а также платформа Депо имени Чапаева, рядом с которой расположилось вагонно-локомотивное депо .
Дорога была оборудована телеграфной радиосвязью, а на станциях была громкоговорящая связь. В техническом оснащении Днепропетровская МЖД была одной из самых передовых.
С началом войны (июнь 1941 года) дорога закрылась. Вскоре Днепропетровск был оккупирован немцами. За время войны дорога была практически полностью разрушена — рельсы сняты, станции сожжены, паровозы уничтожены. Вернуть на детскую дорогу удалось лишь вагоны. Но уже в 1944 году дорога была восстановлена. Вместо утраченных паровозов дорога получила паровоз серии 159. Станцию Комсомольск после войны так и не восстановили.
Дальнейшее развитие дороги застопорилось — её планировалось удлинить до 3—3,5 км, на всю территорию парка, но эти планы так и не были реализованы, а в конце 1980-х годов было разобрано депо и ликвидирована платформа имени Чапаева. С тех пор поезд не делает промежуточных остановок.
В настоящее время Малая ЖД имеет одну двухпутную станцию Парковая. В станции имеются учебные классы, дежурный по станции, зал ожидания, касса.
В 2001 году был разработан проект нового депо с большим учебно-культурным комплексом, но реализован он не был, лишь капитально отремонтировали станцию Парковую.
24 февраля 2022 года после начала вторжения России на Украину дорога вновь закрылась. Из-за сильных военных действий дорога не работала на протяжении около полутора лет и была открыта вновь в июне 2023 года.

## Подвижной состав
Подвижной состав довоенной МЖД был весьма необычен — в те годы железные дороги испытывали острую нехватку подвижного состава. Подходящих локомотивов и вагонов в окрестностях обнаружить не удалось. В связи с этим на Днепропетровском паровозоремонтном заводе комсомольцами был построен паровоз ЮП-3-01 (Юный пионер), а также 6 двухосных вагонов (один из них до сих пор стоит на МЖД в качестве памятника).
Чуть позже дорога получила ещё один узкоколейный паровоз серии 159.
После освобождения города паровоз ЮП-3-01 был найден сильно повреждённым и восстановлению не подлежал.
В одном из эпизодов художественного фильма «Родня» можно увидеть поезд Днепропетровской МЖД, сформированный из паровоза ЮП-4-95 и двухосных пассажирских вагонов.
В 1954 году специально для Малой дороги Днепропетровский вагоноремонтный завод построил два полумягких цельнометаллических вагона. Вагоны были оборудованы электроосвещением и центральным отоплением от паровоза. В те годы дорога была единственной, не прекращавшей работы и зимой. В 1957 году вся дорога была оснащена полуавтоматической блокировкой, с 1960 электрожезловая система не применяется.
С 1958 года на дороге началась эпоха тепловозов — прибыл тепловоз ТУ2-172, а также 3 вагона Pafawag. Поскольку старые вагоны имели винтовую стяжку, тепловозы с одной стороны оборудовали также винтовой стяжкой с двумя буферами.
В 1972 году на дорогу поступил ещё один тепловоз — ТУ2-134. С этого момента паровоз и старые вагоны стали использоваться реже.
В 1996 году паровоз был передан на узкоколейку в Выгоде (Прикарпатье). Сейчас паровоз стоит в локомотивном депо города Черновцы как памятник, без каких-то упоминаний что он с Днепропетровской МЖД.
В настоящее время подвижной состав Днепровской ДЖД составляет: 
- 2 тепловоза ТУ2-134 и ТУ2-172.
- 3 вагона Pafawag, ожидающие капитального ремонта
- 3 вагона ПВ40, полученных с Запорожской ДЖД.

Цельнометаллические вагоны постройки ДВЗ и старые двухосные вагоны списаны, один двухосный вагон установлен в качестве памятника перед станцией Парковая.

## Режим работы МЖД
В настоящее время дорога работает с мая по октябрь по выходным, а также в период зимних каникул.
С ноября по апрель на дороге проходят теоретические занятия. Обучение осуществляется в 5 смен. Всего на детской дороге работает и учится более 750 юных железнодорожников, жителей города Днепр и его пригородов.